# Aardappelcystenaaltjes
De aardappelcystenaaltjes (Globodera) zijn een geslacht van plantenparasitaire aaltjes uit de  klasse Chromadorea, de orde Tylenchida en de  familie Heteroderidae. Deze aardappelcystenaaltjes leven in de grond en in de wortels van planten uit de Nachtschadefamilie, waartoe ook de aardappel en de tomaat behoren. 

## Beschrijving
Aardappelcystenaaltjes kunnen zorgen voor een vertraagde groei van de planten en als zij in grote dichtheden voorkomen beschadigen zij de wortels en maken dat de planten snel verouderen. Als deze aaltjes dan niet bestreden worden, kunnen opbrengstreducties van gemiddeld 60% optreden. Als deze plantenziekte bij aardappelen optreedt, is er sprake van aardappelmoeheid.   
Aardappelcystenaaltjes zijn niet inheems in Europa, maar komen uit het Andesgebied. 

## Indeling
- Geslacht Globodera
  - Globodera achilleae (duizendblad aardappelcystenaaltje)
  - Globodera artemisiae
  - Globodera chaubattia
  - Globodera hypolysi
  - Globodera leptonepia
  - Globodera millefolii
  - Globodera mirabilis
  - Globodera pallida (wit aardappelcystenaaltje)
  - Globodera pseudorostochiensis
  - Globodera rostochiensis (geel aardappelcystenaaltje)
  - Globodera tabacum (tabaksaardappelcystenaaltje)
  - Globodera zelandica